# Conspiracy (Junior-M.A.F.I.A.-Album)
Conspiracy (engl. für: Verschwörung) ist das Debütalbum der US-amerikanischen Rapgruppe Junior M.A.F.I.A. um den Rapper The Notorious B.I.G. Es erschien am 29. August 1995 über das Label Big Beat Records.

## Produktion
The Notorious B.I.G. arbeitete in Zusammenarbeit mit Lance Rivera und Craig Kallman als Executive Producer an dem Album. Außerdem produzierte er gemeinsam mit Clark Kent das Lied Realms of Junior M.A.F.I.A. Letzterer produzierte des Weiteren die Instrumentals zu Player’s Anthem, I Need You Tonight und Crazaay. Die Beats zu den Songs Lyrical Wizardry und Murder Onze wurden von Akshun geschaffen und Daddy-O produzierte den Track Backstabbers sowie in Zusammenarbeit mit Understanding das Stück White Chalk. Je eine Produktion stammt von Ez Elpee (Get Money) und Special Ed (Oh My Lord). Die Skits Excuse Me, I’ve Been… und Shot! sowie das Intro und Outro wurden von Lance Rivera produziert.

## Covergestaltung
Das Albumcover zeigt die damaligen neun Mitglieder der Junior M.A.F.I.A. vornehm gekleidet vor einem Haus mit Säulen stehend. Am oberen und unteren Bildrand steht jeweils auf schwarzem Grund Junior M.A.F.I.A. in Weiß bzw. Conspiracy in Rot.

## Gastbeiträge
Neben den Künstlern von Junior M.A.F.I.A. ist der US-amerikanische R&B-Sänger Jimmy Cozier auf dem Lied Backstabbers vertreten. Außerdem ist Jacob York im Outro zu hören.

## Titelliste
| #  | Titel                       | Zeit | Gastbeiträge | Produzenten                         | Samples |
| -- | --------------------------- | ---- | ------------ | ----------------------------------- | --- |
| 1  | Intro                       | 2:42 |              | Lance Rivera                        | |
| 2  | White Chalk                 | 4:40 |              | Daddy-O und Understanding           | |
| 3  | Excuse Me                   | 0:50 |              | Lance Rivera                        | |
| 4  | Realms of Junior M.A.F.I.A. | 4:25 |              | The Notorious B.I.G. und Clark Kent | - UFO von ESG< |
| 5  | Player’s Anthem             | 5:22 |              | Clark Kent                          | - You Are What I’m All About von New Birth - Yellowman & Fathead von Yellowman und Fathead - Zungguzungguguzungguzeng von Yellowman |
| 6  | I Need You Tonight          | 4:28 |              | Clark Kent                          | - Remind Me von Patrice Rushen - I Wonder If I Take You Home von Lisa Lisa and Cult Jam und Full Force                              |
| 7  | Get Money                   | 4:34 |              | Ez Elpee                            | - You Can’t Turn Me Away von Sylvia Striplin                                                                                        |
| 8  | I’ve Been…                  | 0:35 |              | Lance Rivera                        | |
| 9  | Crazaay                     | 3:58 |              | Clark Kent                          | - Can’t We Smile von Johnny Hammond Smith                                                                                           |
| 10 | Backstabbers                | 5:34 | Jimmy Cozier | Daddy-O                             | - Back Stabbers von The O’Jays - Your Smile von René & Angela                                                                       |
| 11 | Shot!                       | 0:55 |              | Lance Rivera                        | |
| 12 | Lyrical Wizardry            | 3:52 |              | Akshun                              | |
| 13 | Oh My Lord                  | 3:39 |              | Special Ed                          | - The World Is Yours von Nas |
| 14 | Murder Onze                 | 4:22 |              | Akshun                              | |
| 15 | Outro                       | 0:41 | Jacob York   | Lance Rivera                        | |

## Chartplatzierungen
| Professionelle Bewertungen | Professionelle Bewertungen |
| -------------------------- | -------------------------- |
| Kritiken                   |                            |
| Quelle                     | Bewertung                  |
| allmusic                   | [ 3 ]                      |

Conspiracy erreichte Platz acht in den US-amerikanischen Albumcharts und konnte sich 31 Wochen in den Top 200 halten.

## Singles
Die ausgekoppelten Singles waren ebenfalls kommerziell erfolgreich. Player’s Anthem erreichte in den USA Position 13 und erhielt für mehr als 500.000 Verkäufe eine Goldene Schallplatte. Bei der Singleversion von I Need You Tonight, die Rang 66 im Vereinigten Königreich belegte, wirkte die R&B-Sängerin Aaliyah mit. Am erfolgreichsten war die dritte Single Get Money, die Platz 17 in den USA erreichte und dort für mehr als eine Million verkaufte Einheiten mit einer Platin-Schallplatte ausgezeichnet wurde.

## Auszeichnungen für Musikverkäufe
Das Album wurde Ende 1995 für über 500.000 verkaufte Exemplare mit einer Goldenen Schallplatte ausgezeichnet.
| Land/Region               | Auszeichnungen für Musikverkäufe (Land/Region, Auszeichnung, Verkäufe) | Verkäufe |
| ------------------------- | ---------------------------------------------------------------------- | -------- |
| Vereinigte Staaten (RIAA) | Gold                                                                   | 500.000  |
| Insgesamt                 | 1× Gold ·                                                              | 500.000  |